# Districtul Souk El Ténine
Souk El Ténine este un district din provincia Béjaïa, Algeria.